# Hans-Günther Müller (Sänger)
Hans-Günther Müller (* 1955 in Oberösterreich) ist ein österreichischer Sänger und Schauspieler.

## Leben
Nach seinem Gesangsstudium am Linzer Brucknerkonservatorium von 1972 bis 1977 debütierte er an der Wiener Kammeroper als 'Graf Zedlau' in Wiener Blut. Bis 1982 hatte er hier Rollen als lyrischer Tenor.
Im Jahr 1980 spielte er eine Gastrolle in Der fidele Bauer am Wiener Raimundtheater. ('Stefan') und 1983 den 'Adam' in Der Vogelhändler am Stadttheater Bern.
Der Künstler war in Operettenkonzerten in Österreich und auch im Ausland zugange. In der Rolle des 'Freddy' im Musical My Fair Lady war er auf Gastspielreise durch Deutschland.
Er ist seit 1983 am Linzer Landestheater engagiert. Er spielte u. a. den 'Pedrillo' in Die Entführung aus dem Serail, 'Eisenstein' in Die Fledermaus. Auch in seiner Traumrolle, dem 'Danilo' war er in Die lustige Witwe zu sehen.
Österreichweit wurde er durch einige Fernsehauftritte beim ORF bekannt, so war er Gast bei Heinz Conrads und auch bei Alfred Böhm im Seniorenclub.
In der Saison 2008/09 spielte er wieder den 'Oberst Pickering' in My Fair Lady, weiters 'Baron Innozenz Weps' in Der Vogelhändler und den 'Vicomte von Létorières' in La traviata.

## Weitere Rollen
- Otello – Rodrigo
- Der Bettelstudent – Enterich
- Peter Androschs Die listige Witwe – Gerichtsmediziner
- Das Testament – Vitus Umschlag
- Eugen Onegin – Triquet, einen Franzosen
- Gräfin Mariza – Graf Tassilo

## Veröffentlichungen
- CD mit Wiener Liedern, gemeinsam mit seinem Bruder Christian